# Fort Portal
Fort Portal è una città dell'Uganda occidentale, sui monti Ruwenzori. Appartiene al distretto di Kabarole, nella Regione Occidentale, nel Regno Toro. Prende il nome da un commissionario britannico, Sir Gerald Portal, la cui statua si trova nella strada principale della città.

## Economia
Fort Portal ha un'economia prevalentemente agricola; i prodotti principali sono tè, cotone, caffè e tabacco.

## Monumenti e luoghi d'interesse
La città gode di un discreto afflusso turistico perché si trova sulla strada per Gulu e per il Parco nazionale delle Cascate Murchison; nei dintorni si trovano altre località di interesse turistico, come Bundibugyo nella Semliki Valley, sull'altro versante del Ruwenzori, le sorgenti calde e le tribù pigmee del villaggio di Ntandi. Molti appassionati di trekking utilizzano Fort Portal come base per le escursioni sul Ruwenzori.

## Luoghi di culto
Sono presenti 19 parrocchie appartenenti alla diocesi di Fort Portal, sede della Chiesa cattolica suffraganea dell'arcidiocesi di Mbarara.

## Infrastrutture e trasporti
Fort Portal è collegata da strade non asfaltate a Kampala (passando per Kasese e Mbarara) e Gulu.